# Глуховеря, Виталий Андреевич
Виталий Андреевич Глуховеря (укр. Віталій Андрійович Глуховеря; 27 июля 1964, Днепропетровск — 17 августа 2021, Днепр) — генерал полиции 3-го ранга Национальной полиции Украины, доктор юридических наук; ректор Днепропетровского государственного университета внутренних дел в 2015—2017 годах, его проректор в 2020—2021 годах.

## Биография
Службу в милиции проходил с 1985 года, имел звание младшего сержанта, был оперуполномоченным, с 1986 года по 1988 год, был курсантом ДССШМ МВД СССР, затем старшим уполномоченным уголовного розыска и начальником Кировского районного отдела милиции Днепропетровска. Работал в Закарпатской области, позже стал сотрудником МВД Украины. В 1998—2003 годах руководил Днепропетровской областной милицией. В 2010—2013 годах был сотрудником посольства Украины в России, представляя интересы правоохранительных органов.
В марте 2014 года назначен руководителем Днепропетровского городского управления ГУ МВД Украины в Днепропетровской области, а в мае того же года по распоряжению главы МВД Арсена Авакова назначен исполняющим обязанности начальника ГУ МВД Украины по той же области. Покинул пост 13 мая 2015 года, уступив его Игорю Репешко, и назначен главой Департамента борьбы с торговлей людьми при Национальной полиции Украины.
С 5 ноября 2015 года по октябрь 2017 года занимал пост ректора Днепропетровского государственного университета внутренних дел, позже назначен начальником Главного управления национальной полиции по Днепропетровской области (занимал пост в 2017—2019 годах). В 2020—2021 годах — проректор Днепропетровского государственного университета внутренних дел.

## Критика
Глуховеря подвергался критике за свою работу в посольстве Украины в Москве: утверждалось, что эту должность он занял не без протекции министра Виталия Захарченко. Также его обвиняли в наличии связей между сотрудниками МВД Украины и провокаторами-«титушками», которые организовали избиение участников Евромайдана 26 января 2014 года у здания Днепропетровской областной администрации: Глуховеря все обвинения отверг.
За время пребывания на посту главы Днепропетровского городского управления ГУ МВД Украины по Днепропетровской области в адрес Глуховери звучали претензии в ненадлежащей организации работы и отсутствии контроля за задержанными, а областной прокурор Роман Федик предлагал Авакову привлечь Глуховерю к дисциплинарной ответственности. Также Глуховеря обвинялся в том, что доходы его семьи, согласно декларации, не соответствовали затратам.
12 сентября 2018 года патрульно-постовая служба Украины остановила служебный автомобиль с водителем Глуховери за рулём за нарушение ПДД. Спустя несколько минут прибыл микроавтобус с сотрудниками КОРД, которые отвезли патрульных в кабинет Глуховери: один из сотрудников грубо обругал патрульных, обвинив их в том, что они лезут не в своё дело. Видео было обнародовано в июле 2019 года. В связи с этим 29 июля 2019 года глава Национальной полиции Сергей Князев уволил Глуховерю с поста начальника полиции региона, назначив и. о. Артёма Васицкого.

## Личная жизнь
Был женат, воспитал двух сыновей и дочь.
Скончался 17 августа 2021 года от сердечного приступа у себя дома в Днепре: по предварительным данным, у него оторвался тромб. Изначально по ошибке сообщалось, что генерал умер, находясь на отдыхе в Турции, в то время как он к тому моменту уже вернулся из Турции.

## Награды
- Заслуженный юрист Украины (22 августа 2016)[2]